# Juryj Kassabuzki

Wappen von Juryj Kassabuzki

Juryj Kassabuzki (belarussisch Юрый Касабуцкі; * 15. Februar 1970 in Maladsetschna, Minskaja Woblasz, Belarussische SSR) ist ein belarussischer Weihbischof in Minsk-Mahiljou.

## Leben
Juryj Kassabuzki empfing am 7. Dezember 1996 das Sakrament der Priesterweihe.
Am 29. November 2013 ernannte ihn Papst Franziskus zum Titularbischof von Scilium und bestellte ihn zum Weihbischof in Minsk-Mahiljou. Die Bischofsweihe spendete ihm der Erzbischof von Minsk-Mahiljou, Tadeusz Kondrusiewicz, am 25. Januar 2014. Mitkonsekratoren waren der Bischof von Hrodna, Aleksander Kaszkiewicz, und der Bischof von Pinsk, Antoni Dziemianko.
Am 15. April 2014 ernannte ihn Erzbischof Tadeusz Kondrusiewicz zum Bischofsvikar in Mahiljou und zum Generalvikar.